# Sonic X Shadow Generations
Sonic X Shadow Generations (jap.: ソニック × シャドウ ジェネレーションズ, Hepburn: Sonikku X Shadō Jenereeshonzu) ist ein 2D- und 3D-Jump-’n’-Run-Videospiel, das vom Sonic Team und entwickelt und von Sega im Oktober 2024 für PlayStation 5, PlayStation 4, Xbox Series, Xbox One, Nintendo Switch und PC veröffentlicht wurde sowie im Juni 2025 für die Nintendo Switch 2 veröffentlicht werden soll.
Es handelt sich um ein Bundle, bestehend aus einem überarbeiteten Remaster des originalen Sonic Generations (2011) sowie einer komplett neuen, vergleichbaren und parallel laufenden Kampagne namens Shadow Generations, in dem Shadow the Hedgehog die Hauptrolle spielt.
In beiden Kampagnen sorgen unabsichtliche Zeitreisen dafür, dass Sonic oder Shadow durch verschiedenste Level und Welten aus allen Zeitepochen der bisherigen Spieleserie reisen und auch Charaktere sowie Widersacher früherer Abenteuer erneut treffen. Die Level beider Kampagnen sind dabei entweder klassisch zweidimensional oder moderner dreidimensional spielbar.
Shadow Generations erzählt dabei die Geschichte um Shadows Entstehung aus Sonic Adventure 2 (2001) und Shadow the Hedgehog (2005) weiter und baut diese aus.

## Handlung (Shadow Generations)
Parallel zur Handlung von Sonic Generations findet die Handlung von Shadow Generations statt. Wie in der Animationsserie Sonic X Shadow Generations: Dark Beginnings gezeigt, ist Shadow the Hedgehog mit der Hilfe von Rouge the Bat und E-123 Omega zur Weltraumkolonie ARK (bekannt aus Sonic Adventure 2 (2001)) gelangt und geht seiner Vermutung nach, dass die außerirdischen Black Arms (bekannt aus Shadow the Hedgehog (2005)) zurückgekehrt sein könnten und tatsächlich entdeckt Shadow eine neue Reinkarnation seines Gegenspielers Black Doom, mit dessen Blut Shadow einst geschaffen wurde. Doch mitten in diesem Konflikt erscheint der Time Eater auf Sonics Geburtstagsfeier (wie in Sonic Generations zu sehen) und saugt auch Shadow in die zeitlose, weiße Leere, jedoch weit entfernt von Sonic und den anderen.
Während Shadow Orte der Vergangenheit und der Zukunft bereist und zuvor besiegte Gegner wie Biolizard, Metal Overlord oder Mephiles erneut schlägt, kehrt Black Doom, begünstigt durch die Anomalien des Time Eaters, immer weiter zu alter Stärke zurück. Shadow rettet auch Charaktere, die nicht auf Sonics Geburtstagsfeier waren, nämlich E-123 Omega, Orbot und Cubot, Big the Cat und schließlich sogar seine lang verstorbene Freundin Maria sowie Dr. Eggmans Großvater Professor Gerald Robotnik. Diese beiden sind aus einer Zeit vor ihrem tragischen Tod hierher gelangt und Shadow versucht, so ihr drohendes Schicksal doch noch abzuwenden. Als Shadow und Sonic aufeinandertreffen, gewinnt Sonic dieses Duell, wie es aus Sonic Generations bekannt ist.
Es kommt zum finalen Kampf gegen Black Doom, der erneut zu Devil Doom und erstmals sogar zu Neo Devil Doom mutiert, doch Shadow kann ihn ein weiteres Mal vernichten. Doch dadurch kehren Maria und Professor Gerald Robotnik in die Zeit zurück, aus der sie gekommen waren und Shadow muss Abschied von ihnen nehmen, bewusst ohne sie vorzuwarnen, dass ihr Leben durch einen Vorfall auf der ARK vermutlich nicht mehr lange anhält. Schließlich folgt Shadow Rouge, um Sonic bei seinem finalen Kampf gegen den Time Eater beizustehen.

## Gameplay (Shadow Generations)
In Shadow Generations übernimmt der Spieler die Kontrolle über den dunklen Igel Shadow the Hedgehog wahlweise in zweidimensionalen oder dreidimensionalen Jump-’n’-Run-Welten. Das Spiel verfügt über eine dreidimensionale Oberwelt, welche die Zonen und Boss miteinander verbindet und sehr viel größer und komplexer ist als die in Sonic Generations. An einem Levelportal können die Zonen betreten werden, die aus zwei Acts bestehen: Der erste Act einer Zone ist komplett dreidimensional gehalten und erinnert vom Leveldesign am ehesten an die Level aus Sonic Adventure 2 (2001). Der zweite Act einer Zone ist komplett zweidimensional gehalten, jedoch behält Shadow seine typischen Fähigkeiten und Eigenschaften. Bei Berührung können die goldenen Ringe eingesammelt werden; Nimmt Shadow Schaden, verliert er die Ringe. Nimmt Shadow Schaden, ohne Ringe zu besitzen, fällt in einen tödlichen Abgrund, wird zerquetscht oder ertrinkt, wird der Spielfortschritt auf den letzten Checkpoint zurückgesetzt. Checkpoints in Form von Laternen markieren bei einem Lebensverlust den Rücksetzpunkt.
Shadow verfügt beim Springen über die Spin Attack, mit der viele Gegner bei Berührung besiegt werden können. Mit der Sprungtaste in der Luft kann die Homing Attack ausgeführt werden, mit der Shadow direkt auf Gegner in unmittelbarer Nähe zusteuert. Mit dem Turbo kann Shadow auf Knopfdruck noch schneller rennen und dabei die meisten Gegner automatisch besiegen, solange die dazugehörige Boost-Leiste nicht erschöpft ist. In entsprechenden Situationen oder speziellen Leveln müssen auch auf dem Bildschirm angezeigte Tastenkombinationen eingegeben werden und der durch Schulterbuttons einsetzbare Quick Step nach links und rechts ist in schnelleren Passagen hilfreich. Auch die Leiste für Chaos Control füllt sich durch Ringesammeln und bestimmte Aktionen, kann aber auch durch eine Itembox sofort einsetzbar sein: Bei Chaos Control hält Shadow für einen Moment die Zeit an und kann sich dabei frei bewegen, was für den Spielfortschritt teils optional und teils nötig. Im Laufe des Abenteuers erlernt Shadow neue Fähigkeit, die er nur in diesem Spiel besitzt: Mit den Doom Spears kann er auf Knopfdruck Speere werfen und damit Gegner paralyiseren, mit Doom Blast wirbelt er Gegner durch die Luft und teleportiert sich an dessen Zielpunkt, mit Doom Surf kann er über Wasser surfen, mit Doom Morph kann er an vorgegebenen Punkten hangeln und mit den Doom Wings kann Shadow durch die Lüfte gleiten.
Die große, dreidimensionale Oberwelt verbindet die betretbaren Level miteinander. Sind diese absolviert, kann Shadow eine Bosstür auf der Oberwelt finden, welche sich nur mit einer bestimmten Anzahl an Bossschlüsseln öffnen lässt. Diese Bossschlüssel erscheinen nach den Auffinden der Bosstür zusammen mit den Herausforderungstoren in der Nähe der Level: Für jeden Act gibt es zwei Herausforderungstore (also für jede Zone vier Herausforderungtore). Schafft man beide Herausforderungen der beiden Herausforderungstore eines Acts, erhält man einen Bossschlüssel. Die Herausforderungen bestehen aus eigenen, kleineren Leveln, in denen man das Ziel erreichen, aber oft auch spezielle Bedingungen erfüllen muss, wie eine bestimmte Anzahl an Ringen zu sammeln oder Gegner zu besiegen. Um das Spiel abzuschließen, werden alle Bossschlüssel benötigt, es müssen also alle Herausforderungen absolviert werden. Mit der vorgegebenen Anzahl an Bossschlüsseln öffnet sich die Bosstür und nach dem gewonnenen Bosskampf erweitert sich die Oberwelt und gibt neue Level frei. Nach jedem erfolgreich abgeschlossenen Level, Herausforderung oder Bosskampf erhält man eine Wertung von Rang S bis Rang D. In jedem regulären Act und in jeder Herausforderung gibt es drei versteckte Schlüssel, mit denen man Truhen auf der Oberwelt öffnet kann, um Illustrationen oder Musikstücke in der Galerie freizuschalten. Auch auf den Herausforderungstoren geschaffter Herausforderungen erscheint eine Musiknote, die Shadow jagen kann, um eine weitere Illustration freizuschalten. Auch sind auf der Oberwelt insgesamt 80 Bauteile in Form von Schrauben, Nieten und Muttern versteckt, die man Orbot und Cubot auf der Oberwelt überreichen kann, jedoch nur für Dialoge ohne weiteren Nutzen.

### Level
Das Spiel besteht aus sechs Zonen mit je 2 Acts, mehreren Herausforderungen und vier Bosskämpfen. Die Welten, Bosskämpfe und deren ursprüngliche Herkunft sind nachfolgend aufgelistet.
| Welten           | Welten                                         | Bosskämpfe     | Bosskämpfe                |
| Welt             | Ursprungsspiel                                 | Bosskampf      | Ursprungsspiel            |
| ---------------- | ---------------------------------------------- | -------------- | ------------------------- |
| Space Colony ARK | Sonic Adventure 2 (Final Rush und Final Chase) | Biolizard      | Sonic Adventure 2         |
| Rail Canyon      | Sonic Heroes                                   | Metal Overlord | Sonic Heroes              |
| Kingdom Valley   | Sonic the Hedgehog (2006)                      | Mephiles       | Sonic the Hedgehog (2006) |
| Sunset Heights   | Sonic Forces                                   | Doom Devil     | Shadow the Hedgehog       |
| Chaos Island     | Sonic Frontiers                                |                |                           |
| Radical Highway  | Sonic Adventure 2                              |                |                           |

## Synchronisation
Auch wenn Sonic Generations (2011) einst das erste Sonic-Spiel war, in dem auch deutsche, französische, spanische und italienische Vertonung enthalten war, so wurden doch in allen Sprachen die Dialoge neu synchronisiert, da es stellenweise auch neue Dialoge gab, hinzukommend zu den gänzlich neuen Passagen in Shadow Generations.
Neben Marc Stachel als Sonic und Claus-Peter Damitz als Knuckles haben im deutschen auch alle Nebencharaktere ihre Synchronsprecher von 2011 behalten. Sterbebedingt wird Shadow nicht mehr von Klaus Lochthove, sondern von Felix Spieß (erster Videospielauftritt als Shadow nach seiner Synchronsprechrolle in der Animationsserie Sonic Prime (2022–2024) als Shadow) und Dr. Eggman nicht mehr von Hartmut Neugebauer, sondern von Johannes Oliver Hamm gesprochen. Auch Tails (Paulina Weiner) und Amy (Anna Gamburg) haben neue Stammsprecherinnen.
Durch Shadow Generations erhalten auch Professor Gerald Robotnik (Johannes Oliver Hamm), Maria Robotnik (Rieke Werner), Black Doom (Martin Schubach), Metal Sonic als Metal Overlord (Marcus Staiger) und Mephiles (Thomas Schmuckert) erstmal deutsche Videospielsynchronsprecher. Thomas Schmuckert lieh bereits Lyric in Sonic Boom: Lyrics Aufstieg (2014) und Sonic Boom: Der zerbrochene Kristall (2014) seine Stimme.
| Synchronsprecher in Sonic Generations (2024 für Sonic X Shadow Generations) | Synchronsprecher in Sonic Generations (2024 für Sonic X Shadow Generations) | Synchronsprecher in Sonic Generations (2024 für Sonic X Shadow Generations) | Synchronsprecher in Sonic Generations (2024 für Sonic X Shadow Generations) | Synchronsprecher in Sonic Generations (2024 für Sonic X Shadow Generations) | Synchronsprecher in Sonic Generations (2024 für Sonic X Shadow Generations) | Synchronsprecher in Sonic Generations (2024 für Sonic X Shadow Generations) |
| Figur im Spiel                                                              | Deutscher Synchronsprecher                                                  | Englischer Synchronsprecher                                                 | Japanischer Synchronsprecher                                                | Französischer Synchronsprecher                                              | Spanischer Synchronsprecher                                                 | Italienischer Synchronsprecher                                              |
| --------------------------------------------------------------------------- | --------------------------------------------------------------------------- | --------------------------------------------------------------------------- | --------------------------------------------------------------------------- | --------------------------------------------------------------------------- | --------------------------------------------------------------------------- | --------------------------------------------------------------------------- |
| Sonic the Hedgehog                                                          | Marc Stachel                                                                | Roger Craig Smith                                                           | Jun'ichi Kanemaru                                                           | Alexandre Gillet                                                            | Ángel de Gracia                                                             | Renato Novara                                                               |
| Dr. Eggman                                                                  | Johannes Oliver Hamm                                                        | Mike Pollock                                                                | Kōtarō Nakamura                                                             | Marc Bretonnière                                                            | Francesc Belda                                                              | Aldo Stella                                                                 |
| Miles Tails Prower                                                          | Paulina Weiner                                                              | Colleen O’Shaughnessey                                                      | Ryō Hirohashi, Takuto Yoshinaga                                             | Marie-Eugénie Maréchal                                                      | Graciela Molina                                                             | Benedetta Ponticelli                                                        |
| Knuckles the Echidna                                                        | Claus-Peter Damitz                                                          | Travis Willingham                                                           | Dave Mitchell                                                               | Sébastien Desjours                                                          | Sergio Mesa                                                                 | Maurizio Merluzzo                                                           |
| Amy Rose                                                                    | Anna Gamburg                                                                | Cindy Robinson                                                              | Taeko Kawata                                                                | Naïké Fauveau                                                               | Meritxell Ribera                                                            | Serena Clerici                                                              |
| Shadow the Hedgehog                                                         | Felix Spieß                                                                 | Kirk Thornton                                                               | Kōji Yusa                                                                   | Benoît DuPac                                                                | Manuel Gimeno                                                               | Claudio Moneta                                                              |
| Rouge the Bat                                                               | Marianne Graffam                                                            | Karen Strassman                                                             | Rumi Ochiai                                                                 | Marie Lenoir                                                                | Ana Vidal                                                                   | Ilaria Silvestri                                                            |
| Silver the Hedgehog                                                         | Roland Wolf                                                                 | Bryce Papenbrook                                                            | Daisuke Ono                                                                 | Hervé Grull                                                                 | Masumi Mutsuda                                                              | Davide Albano                                                               |
| Blaze the Cat                                                               | Greta Galisch de Palma                                                      | Erica Lindbeck                                                              | Nao Takamori                                                                | Delphine Braillon                                                           | Carmen Ambrós                                                               | Tania De Domenico                                                           |
| Cream the Rabbit                                                            | Nicole Hannak                                                               | Michelle Ruff                                                               | Sayaka Aoki                                                                 | Marie Millet                                                                | Geni Rey                                                                    | Sabrina Bonfitto                                                            |
| Espio the Chameleon                                                         | Andreas Hofer                                                               | Matthew Mercer                                                              | Yūki Masuda                                                                 | Antoine Nouel                                                               | Dani Albiac                                                                 | Silvio Pandolfi                                                             |
| Charmy Bee                                                                  | Luisa Wietzorek                                                             | Colleen O’Shaughnessey                                                      | Youko Teppouzuka                                                            | Marie Millet                                                                | Anna Orra                                                                   | Emanuela Pacotto                                                            |
| Vector the Crocodile                                                        | Andi Krösing                                                                | Keith Silverstein                                                           | Kenta Miyake                                                                | Philippe Roullier                                                           | Alfonso Vallés                                                              | Matteo Brusamonti                                                           |
| Omochao                                                                     | Tabea Börner                                                                | Erica Lindbeck                                                              | Etsuko Kozakura                                                             | Delphine Braillon                                                           | Sofía García                                                                | Sabrina Bonfitto                                                            |
| Wisp Power Announcer                                                        | Roger Craig Smith                                                           | Roger Craig Smith                                                           | Fumihiko Tachiki                                                            | Roger Craig Smith                                                           | Roger Craig Smith                                                           | Roger Craig Smith                                                           |

| Synchronsprecher in Shadow Generations | Synchronsprecher in Shadow Generations | Synchronsprecher in Shadow Generations | Synchronsprecher in Shadow Generations | Synchronsprecher in Shadow Generations | Synchronsprecher in Shadow Generations | Synchronsprecher in Shadow Generations |
| Figur im Spiel                         | Deutscher Synchronsprecher             | Englischer Synchronsprecher            | Japanischer Synchronsprecher           | Französischer Synchronsprecher         | Spanischer Synchronsprecher            | Italienischer Synchronsprecher         |
| -------------------------------------- | -------------------------------------- | -------------------------------------- | -------------------------------------- | -------------------------------------- | -------------------------------------- | -------------------------------------- |
| Shadow the Hedgehog                    | Felix Spieß                            | Kirk Thornton                          | Kōji Yusa                              | Benoît DuPac                           | Manuel Gimeno                          | Claudio Moneta                         |
| Professor Gerald Robotnik              | Johannes Oliver Hamm                   | Mike Pollock                           | Kōtarō Nakamura                        | Marc Bretonnière                       | Francesc Belda                         | Aldo Stella                            |
| Maria Robotnik                         | Rieke Werner                           | Stephanie Sheh                         | Yuri Shiratori                         | Anissa Bellone                         | Elena Moreno                           | Giulia Maniglio                        |
| Black Doom                             | Martin Schubach                        | Ben Diskin                             | Ryūzaburō Ōtomo                        | Marie-Eugénie Maréchal                 | Lluís Marco                            | Francesco Saverio De Angelis           |
| Rouge the Bat                          | Marianne Graffam                       | Karen Strassman                        | Rumi Ochiai                            | Marie Lenoir                           | Ana Vidal                              | Ilaria Silvestri                       |
| Sonic the Hedgehog                     | Marc Stachel                           | Roger Craig Smith                      | Jun'ichi Kanemaru                      | Alexandre Gillet                       | Ángel de Gracia                        | Renato Novara                          |
| E-123 Omega                            | Viktor Pavel                           | Roger Craig Smith                      | Taiten Kusunoki                        | Thierry Buisson                        | Albert Vilcan                          | Marco Pagani                           |
| Big the Cat                            | Viktor Pavel                           | Kyle Hebert                            | Takashi Nagasako                       | Antoine Nouel                          | Santi Lorenz                           | Andrea De Nisco                        |
| Orbot                                  | Romanus Fuhrmann                       | Kirk Thornton                          | Mitsuo Iwata                           | Tony Marot                             | Albert Vilcan                          | Massimo Di Benedetto                   |
| Cubot                                  | Matthias Horn                          | Wally Wingert                          | Wataru Takagi                          | Benjamin Pascal                        | Carlos Calvo                           | Luca Sandri                            |
| Metal Overlord                         | Marcus Staiger                         | Ray Chase                              | Jun'ichi Kanemaru                      |                                        | Daniel García                          | Luca Airaghi                           |
| Mephiles                               | Thomas Schmuckert                      | Robbie Daymond                         | Takayuki Sakazume                      |                                        | Xavier Fernández                       | Marcello Moronesi                      |

## Veröffentlichung
In einer „State of Play“-Livestreamausstrahlung über neue Videospiele für Sony PlayStation wurde auch Sonic X Shadow Generations erstmals gezeigt und damit der Öffentlichkeit präsentiert. Der Trailer deutete zunächst an, ein einfaches Remaster von Sonic Generations (2011) zu sein, enthüllte dann jedoch seine Zusatzkampagne mit Shadow the Hedgehog, den Namen Sonic X Shadow Generations und den Veröffentlichungszeitraum Herbst 2024.
Ein weiterer Trailer zum Spiel wurde beim „Summer Game Fest 2024“ am 8. Juni 2024 gezeigt und das Releasedatum, der 25. Oktober 2024 sowie der 22. Oktober 2024 für die „Digital Deluxe Edition“, bekannt gegeben. Am 24. September 2024 erfolgten weitere Trailer und Informationen bei der Ausstrahlung des „Sonic Central“-Livestreams, darunter auch, dass im Vorfeld der Veröffentlichung eine dreiteilige Animationsserie namens Sonic X Shadow Generations: Dark Beginnings auf dem offiziellen YouTube-Kanal „Sonic the Hedgehog“ veröffentlicht werden würde. Wie angekündigt erfolgte diese auch: Von Sonic X Shadow Generations: Dark Beginnings erschien am 25. September 2024 Episode 1 mit dem Titel „Shadow and Maria“, am 3. Oktober 2024 Episode 2 mit dem Titel „Finding the Way“ und am 10. Oktober 2024 Episode 3 mit dem Titel „To the ARK“.
So erfolgte am 22. Oktober 2024 die Veröffentlichung der „Digital Deluxe Edition“ mit dem Terios-Skin (basierend auf den frühen Konzeptzeichnungen von Shadow) auf ausschließlich digitalem Wege, drei Tage vor dem physischen Release. Vorbesteller konnten sich zudem einen Sonic-Skin sichern, der Sonic in seinem Charaktermodell von Sonic Adventure (1998) spielbar macht. Nach dem physischen Release am 25. Oktober 2024 hatten Interessierte noch die Möglichkeit, den Newsletter zu abonnieren, um für Sonic X Shadow Generations einen Sonic-Skin zu erhalten, der Sonic in seinem Charaktermodell von Sonic Jam (1997) spielbar macht.
Am 4. April 2025 wurde angekündigt, dass eine für das System angepasste Version des Spiels für die Nintendo Switch 2 erscheinen soll.

## Rezeption
Sonic X Shadow Generations wurde von Fachpresse und Community vorwiegend positiv aufgenommen. Sowohl klassisches Gameplay im modernen Gewand, als auch pfeilschnelle Action im gewohnten Stile sahen viele als eine gelungene Mischung. Viele sind sich einig, dass schon das originale Sonic Generations (2011) zu den besseren Sonic-Spielen gehört und auch die neue Kampagne Shadow Generations steht dem laut Fachpresse in nichts nach, wird teils sogar besser als das Remaster angesehen, bis auf seine kürzere Spieldauer.
IGN und PSX Brasil vergaben „Sonic X Shadow Generations“ einen Score von 9 von 10 bzw. 90 von 100. „Die Spielmechanik von Shadow ist großartig, die Levels machen Spaß und das Erkunden des White Space ist fantastisch. Es ist ein komplettes und empfehlenswertes Paket“, heißt es im Fazit von PSX Brasil. Hardcore Gamer bewertet das Spiel mit einem Score von 80 und betont, dass „Sonic Generations das Original mit einigen zusätzlichen Features aufwertet, während Shadow Generations die Serie weiterentwickelt“. Diese Publikation sieht das Paket als einen wichtigen Schritt für die Zukunft der Serie. Auch Push Square vergibt einen Score von 80 und beschreibt „Sonic X Shadow Generations“ als „ein großartiger Zwei-für-Eins-Deal“. Besonders die neue Kampagne von „Shadow“ wird für ihr verbessertes Gameplay und das Leveldesign gelobt. Weitere Bewertungen von TheGamer, TheSixthAxis und VG247 spiegeln ähnliche Einschätzungen wider, jeweils mit einem Score von 80. Sie heben die Kombination aus einem beliebten Sonic-Titel und einem starken Shadow-Spiel hervor, bemängeln jedoch teilweise, dass man dem älteren Spiel das “Alter definitiv ansieht”. Auf der anderen Seite vergab GameSpot eine niedrigere Bewertung mit sechs von zehn Punkten. Sie kritisieren das Remaster als veraltet und sehen die Gesamtzusammenstellung als uneinheitlich an. Basierend auf momentan rund 50 Reviews kommt “Sonic x Shadow Generations” auf einen respektablen Metascore von 80. Darunter befinden sich 81 Prozent positive, 13 Prozent gemischte und 0 Prozent negative Wertungen.

„"Sonic Generations" gehört zwar zu meinen Serien-Favoriten, aber die Erkundung des lahmen 2D-Hubs empfand ich als lästig. Shadow macht durch mehr Tempo und seinem weißen 3D-Freizeitpark einen besseren Job, auch wenn "Sonic Frontiers" schon spannendere Hüpfattraktionen mit zusätzlichen Herausforderungen geboten hat. Positiv hervorzuheben ist, dass sich Shadows Fähigkeiten wunderbar dezent in die Raserei einfügen und nicht zu einem lästigen Bremsklotz verkommen. Mir war das spaßige Abenteuer zu kurz, weswegen ich nun auf ein "Shadow Frontiers" hoffe!“

„Dass Sonic X Shadow Generations auch heute noch den Ansprüchen der meisten Sonic-Fans gerecht wird, verwundert niemanden. Nicht umsonst wird die Xbox-360-Version von Sonic Generations als Geheimtipp gehandelt, seitdem sie auf den neueren Xbox-Konsolen in aufgemotzter Form gespielt werden kann. Für Igel-Liebhaber mit einer Playstation entfällt nun der Zwang, sich eine Zweitkonsole zuzulegen. Ich hatte meine Zweifel, ob Shadow ordentlichen Zusatzinhalt mitbringt, denn das Shadow-Spiel auf der PS2 fand ich damals grausam. Allein schon wegen der bescheuerten, viel zu düsteren Story, die auch in Sonic X Shadow Generations einige unnötig finstere Wellen schlägt. Zum Glück ergeht es diesem Modus inhaltlich ähnlich wie der Sonic-Episode. Bekannte Levelstrukturen bleiben grundsätzlich gleich, wurden aber aufpoliert, damit sie heller und fröhlicher wirken, und von sämtlichen Kanten befreit, die Frust erzeugen könnten. Ich war also überrascht, wie viel Spaß ich am Ende mit dem Düster-Igel hatte, muss aber auch gestehen, dass sich der Shadow-Spielmodus ein wenig wie künstlich gestreckter DLC anfühlt. Allein, weil jeder Endboss-Schlüssel zwangsweise zwei Herausforderungen mit sich bringt. Spielt am Ende keine Rolle. Wer Segas Maskottchen zu schätzen weiß und im Bestfall Generations noch nicht kennt, kommt um die Anschaffung nicht herum. Es geht um das beste Sonic-Spiel der Neuzeit, das die schönsten Level aller 3D-Games einerseits auflegt und zugleich in jeder Hinsicht verbessert. Kein anderes Hüpfspiel beschert euch einen so krassen Geschwindigkeitsrausch. Ob ihr Shadow mögt oder nicht, kann euch bei so viel Spielspaß im Sonic-Modus schnuppe sein. Kenner wissen eh schon, dass sie es haben wollen. Also schlagt zu!“

„Shadow Generations ist ein unbestrittener Höhepunkt dieser gesamten Franchise, sowie eine sehr zufriedenstellende Weiterentwicklung des Boost- und Open Zone-Stiles der vergangenen Titel. Die alten Stages in neuem Gewand zählen aufgrund ihres durchdachten Designs und auch dank der sehr eingängigen Steuerung des Hauptcharakters stellenweise zu den besten Levels die wir seit der Sonic Adventure-Ära erhalten haben, während die Oberwelt mit ihrem kompakten Aufbau eine nette Abwechslung für zwischenzeitliche Erkundungen bietet – und auch die Doom-Fähigkeiten der Ultimativen Lebensform stellen zumindest bis auf eine Ausnahme gut umgesetzte Gameplay-Ergänzungen dar. Der etwas geringe Umfang von ungefähr 3-5 Stunden für einen Story-Durchgang mag auf den ersten Blick vielleicht etwas abschreckend wirken, doch sollten der Weg zu den 100% sowie der vorhandene Wiederspielwert die Spielzeit auf ein zufriedenstellendes Ausmaß im Vergleich zu weiteren Spielen dieser Franchise heben können. Die Story reißt in ihrem Ablauf zwar aus erzählerischer Sicht keine Bäume aus, glänzt jedoch besonders hinsichtlich der Interaktionen zwischen Shadow und seinen Gefährten, während auf musikalischer und technischer Seite, bis auf den ein oder anderen hinter den Erwartungen zurückgebliebenen Remix, kaum Möglichkeiten zur Kritik verbleiben. Wenn Shadow Generations eine erste Blaupause für die Stilrichtung des nächsten Hauptspieles darstellen sollte, bin ich extrem positiver Dinge für die Zukunft dieser Franchise. Ich für meinen Teil hoffe sehr stark, dass Sonic Team jene Aspekte die hier zweifelsfrei funktioniert haben in das kommende Projekt einfließen lässt – dann könnte uns nämlich ein weiteres großes Videospiel-Highlight erwarten.“

Am 22. November 2024 gab Sega über den offiziellen Facebook-Account bekannt, sodass sich Sonic X Shadow Generations innerhalb des ersten Monats nach Release, über alle Plattformen zusammen über 1,5 Millionen Mal verkaufen konnte.